# Tommaso Ciampa
Tommaso Thomas Whitney (ur. 8 maja 1985 w Bostonie w Massachusetts) – amerykański wrestler, lepiej znany pod pseudonimem ringowym Tommaso Ciampa. Obecnie występuje w brandzie rozwojowym NXT federacji WWE, jest byłym posiadaczem tytułu NXT Championship, oraz byłym mistrzem NXT Tag Team.
Karierę wrestlera rozpoczął w 2005 roku. Przed podpisaniem kontraktu z WWE występował w Ring of Honor, gdzie stał się jednokrotnym posiadaczem ROH World Television Championship, oraz w federacjach niezależnych, takich jak Pro Wrestling Guerrilla (PWG) i Chaotic Wrestling (CW).

## Kariera wrestlera

### Treningi i wczesna kariera (2005–2007)
Whitney trenował pod okiem WWE Hall of Famera Killera Kowalskiego i zadebiutował w styczniu 2005. Pracował dla kilku federacji niezależnych w stanie Massachusetts, takich jak Chaotic Wrestling czy Top Rope Promotions. Pierwszą walkę o mistrzostwo stoczył 22 maja 2005; zmierzył się o IWF Junior Heavyweight Championship z Seanem Royalem, lecz nie zdołał go pokonać. Tego samego dnia nie udało mu się też wygrać Battle Royalu o miano pretendenckie do IWF Heavyweight Championship.
W Chaotic Wrestling (CW) zadebiutował w 2005, jako „Tommy Penmanship”. 1 kwietnia przegrał walkę kwalifikacyjną do turnieju o CW Heavyweight Championship. Dwa miesiące później połączył siły z Archem Kincaidem i wraz z nim przegrał starcie drużynowe o CW Tag Team Championship. 5 sierpnia 2005 pokonał Chase’a Del Monte’a w pojedynku o CW New England Heavyweight Championship, stając się posiadaczem mistrzostwa po raz pierwszy. Bronił tytułu przez pół roku, po czym 3 lutego 2006 utracił je w walce z Psycho na gali Cold Fury 5. Penmanship i Psycho połączyli siły i wygrali starcie drużynowe, kwalifikujące wygranych do wzięcia udziału w Battle Royalu o miano pretendenckie do CW Heavyweight Championship. Ostatecznie żaden z nich nie zdołał wygrać Battle Royalu, a na Breaking Point 2006 Penmanship przegrał Psycho Rules match z rywalem. 19 maja 2006 Penmanship zdobył CW Heavyweight Championship w walce z Handsome Johnnym. Mistrzostwa bronił do lutego 2007, kiedy to poległ w Loser Leaves CW matchu z Brianem Milonasem.

### WWE i Ohio Valley Wrestling (2005–2007)
14 lipca 2005 zadebiutował w WWE jako „Thomas Whitney, ESQ” – jeden z prawników Muhammada Hassana. Przeczytał oświadczenie swojego pracodawcy, po czym został zaatakowany przez rywalizującego z Hassanem The Undertakera. 25 sierpnia połączył siły z Kofim Kingstonem i przegrał drużynowy dark match z Trevorem Murdochem i Lance’em Cade’em przed nagraniami WWE Heat.
Na początku 2007 roku Whitney podpisał kontrakt rozwojowy z WWE i został przypisany do ówczesnej szkółki federacji – Ohio Valley Wrestling (OVW). Zadebiutował 21 lutego i pokonał TJ’a Daltona. Pod koniec kwietnia doznał kontuzji, która wymusiła na nim przerwę od akcji w ringu. Powrócił do OVW jako „Dr. Tomas” – specjalista od technik radzenia sobie ze złością oraz manager Bolin Services (Charlesa Evansa i Justina LaRouche’a). 27 czerwca otrzymał nowy gimmick i ringname – The Prodigy, a także zaczął nosić maskę. 3 sierpnia przegrał walkę z Mikiem Mondo, a kilka dni później zakończył współpracę z OVW. Powrócił 17 grudnia 2008 i zmierzył się z Outlawem o OVW Television Championship; nie zdołał pokonać mistrza.

### Scena niezależna (2007–2016)

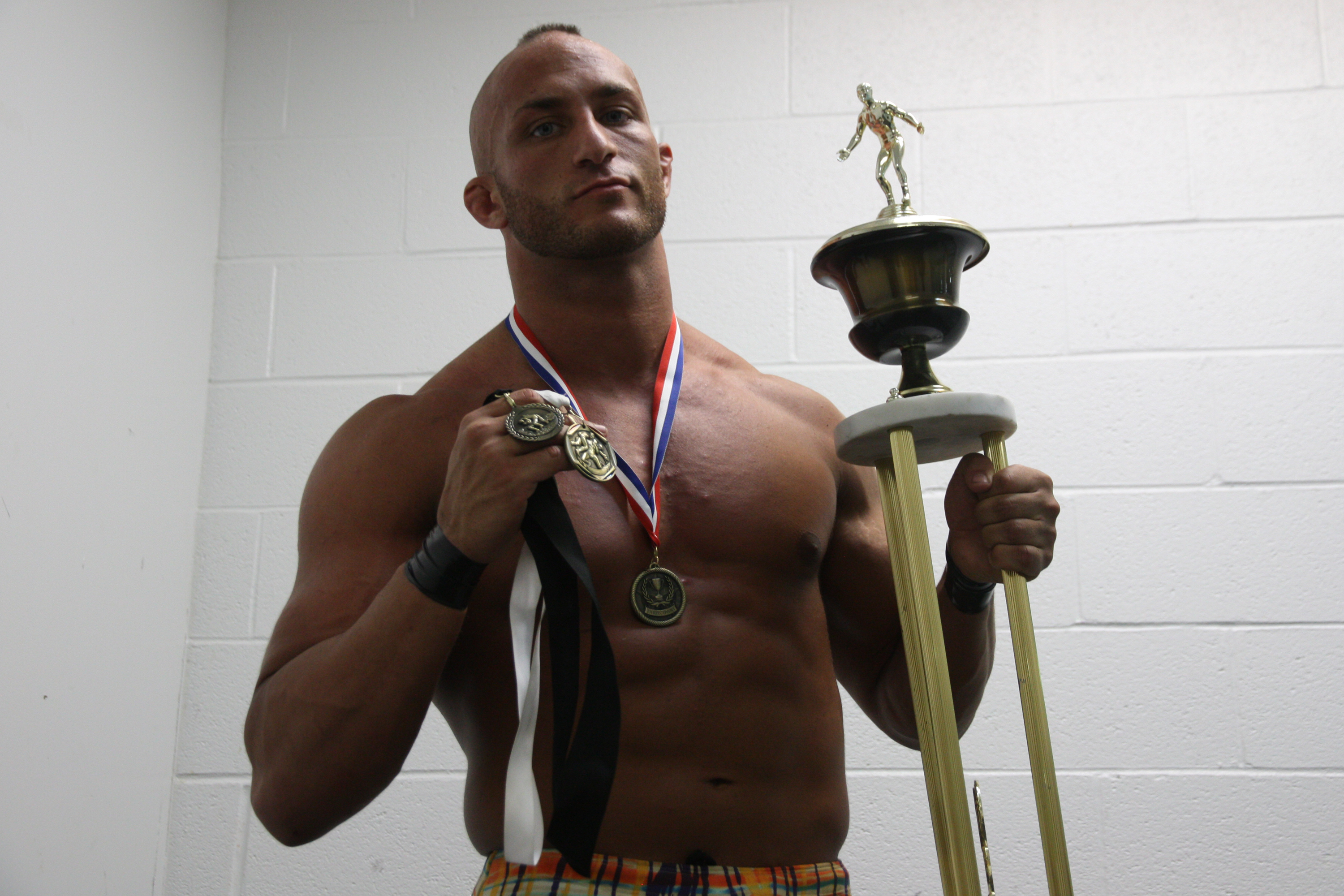
Ciampa trzymający trofeum zwycięzcy ECWA Super 8 Tournament w 2011.

W późnym 2007 Whitney powrócił na scenę niezależną, zaczął też używać pseudonimu Tommaso Ciampa. 29 września pokonał AJ’a Stylesa i Eddiego Edwardsa w trzyosobowym starciu o MWF Television Championship. We wrześniu 2008 zadebiutował w World League Wrestling (WLW). W październiku wziął udział w Battle Royalu o zawieszone WLW Heavyweight Championship. Dwukrotnie próbował zdobyć WLW Tag Team Championship: 22 listopada 2008, ze Steve’em Anthonym jako tag team partnerem, oraz 21 marca 2009, wraz z Markiem Godekerem.
W latach 2009–2011 brał udział w dorocznym turnieju Super 8 Tournament, organizowanym przez East Coast Wrestling Association. W 2011 roku pokonał Adama Cole’a w finale turnieju.
30 sierpnia 2013 dołączył do turnieju Battle of Los Angeles federacji Pro Wrestling Guerrilla (PWG); odpadł już w pierwszej rundzie, po przegranej walce z Brianem Cage'em.

### Ring of Honor (2011–2015)

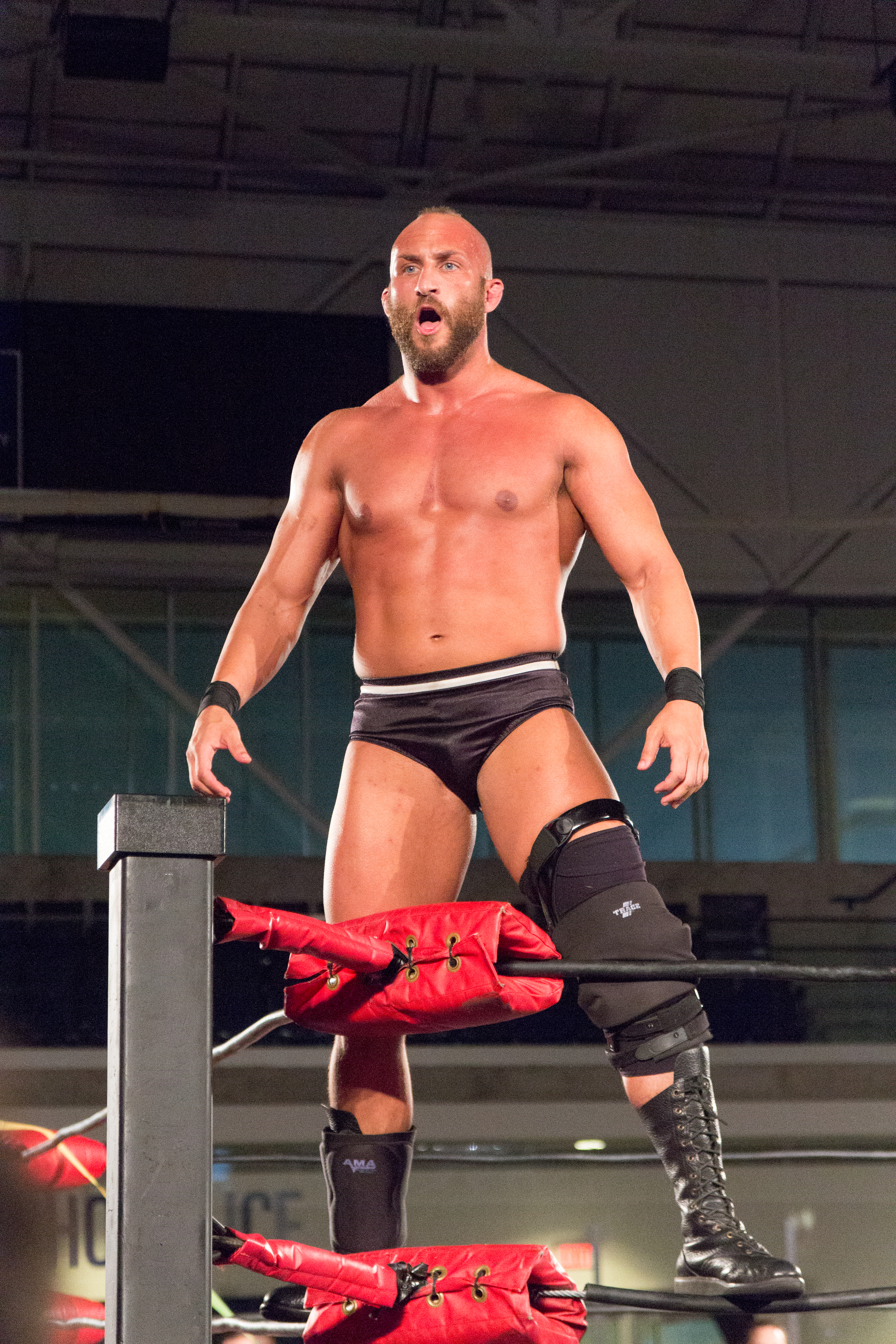
Ciampa na evencie Ring of Honor w 2013.

Whitney zadebiutował w Ring of Honor (ROH) 3 listopada 2006, na Honor Reclaims Boston; zawalczył w przegranym dark matchu u boku Alexa Payne’a i Erniego Osirisa przeciwko Bobby’emu Dempseyowi, Mitchowi Franklinowi oraz Rhettowi Titusowi. Pojawił się też na nagraniach odcinka ROH w listopadzie 2009, już jako Tommaso Ciampa.
W styczniu 2011 Ciampa rozpoczął regularne występy dla ROH. Dołączył do stajni The Embassy prowadzonej przez Prince’a Nanę. Na Honor Takes Center Stage wziął udział w wygranym przez Homicide’a Four Corners matchu. W następnym miesiącu pokonał Homicide’a dwukrotnie. 13 lipca Ring of Honor ogłosiło, że Ciampa podpisał stały kontrakt z federacją. 17 września na Death Before Dishonor IX Ciampa i Rhino pokonali Homicide’a oraz Jaya Lethala.
21 stycznia 2012 Ciampa pokonał ROH World Television Championa Jaya Lethala w zwykłym starciu, gwarantując sobie przyszłą walkę o mistrzostwo. 4 marca na 10th Anniversary Show pojedynek Ciampy i Lethala zakończył się remisem. Rywale zmierzyli się więc jeszcze raz, na Showdown In The Sun, skąd Lethal wyszedł zwycięsko dzięki interwencji Rodericka Stronga. 7 kwietnia Ciampa pokonał Lethala, Adama Cole’a oraz Mike’a Bennetta w czteroosobowym finale turnieju March Mayhem. 12 maja jego seria zwycięstw została zakończona przez Jaya Lethala. 24 czerwca na Best in the World 2012: Hostage Crisis otrzymał kolejną szansę zdobycia ROH World Television Championship, lecz przed wygraniem trzyosobowego starcia na zasadach eliminacji z Roderickiem Strongiem i Lethalem powstrzymała go interwencja Prince’a Nany. Po walce Ciampa odszedł z The Embassy i przyjął RD Evansa jako swojego nowego managera. Rywalizacja Ciampy z Lethalem zakończyła się na Boiling Point w sierpniu, gdzie Ciampa został pokonany przez rywala w 2-Out-Of-3 Falls matchu. Podczas walki Ciampa zerwał więzadło krzyżowe, co wykluczyło go z akcji w ringu na niemal rok.
Do ringu powrócił 4 maja 2013 na Border Wars; próbował zaatakować RD Evansa. W sierpniu dołączył do turnieju mającego wyłonić nowego posiadacza ROH World Championship; został wyeliminowany w półfinale przez Adama Cole’a. 13 grudnia na Final Battle Ciampa pokonał Matta Tavena w walce o ROH World Television Championship. Na 12th Anniversary Show w lutym 2014 obronił tytuł w pojedynku z Hansonem. 4 kwietnia na Supercard of Honor VIII panowanie Ciampy zostało zakończone przez Jaya Lethala; w walkę interweniował Truth Martini.
Po przerwie od akcji w ringu Ciampa powrócił jako heel, 19 lipca 2014. 23 sierpnia przegrał walkę o ROH World Championship z Michaelem Elginem, a niedługo później został zawieszony przez ROH na czas nieokreślony za atak na pracowników federacji i komentatora. Do ringu wrócił dwa tygodnie później.
Na 13th Anniversary Show w marcu 2015 Ciampa doznał złamania dwóch żeber, co wymusiło na nim ponowną przerwę. 29 marca ogłosił swoje odejście z Ring of Honor. Ostatnią walkę dla federacji stoczył 4 kwietnia; został pokonany przez Jaya Lethala.

### Powrót do WWE

#### NXT (od 2015)
2 września WWE ogłosiło, że niezakontraktowany Ciampa połączy siły z Johnnym Gargano i wraz z nim dołączy do turnieju Dusty Rhodes Tag Team Classic. Ciampa i Gargano odpadli z turnieju w ćwierćfinale, po przegranej z Baronem Corbinem i Rhyno. W kwietniu ogłoszono, że Gargano i Ciampa podpisali stałe kontrakty z federacją. Obaj wzięli udział w Cruiserweight Classic i zmierzyli się ze sobą w pierwszej rundzie. Z walki zwycięsko wyszedł Gargano. 20 sierpnia 2016 na NXT TakeOver: Brooklyn II Gargano i Ciampa przegrali starcie z posiadaczami NXT Tag Team Championship – The Revival (Dashem Wilderem i Scottem Dawsonem). Gargano i Ciampa, już pod nazwą #DIY, zmierzyli się z The Revival jeszcze raz, 19 listopada 2016 na NXT TakeOver: Toronto. Pokonali mistrzów w 2-out-of-3 falls matchu, zdobywając NXT Tag Team Championship po raz pierwszy w swoich karierach. Tytuły stracili na rzecz The Authors of Pain (Akama i Rezara) na gali NXT TakeOver: San Antonio z 28 stycznia 2017. Po porażce, Tommaso Ciampa zaatakował partnera tag teamowego i rozpoczęli oni kilkumiesięczny konflikt, podczas którego jedna z ich walk, która odbyła się 7 kwietnia 2018 na NXT TakeOver: New Orleans, została okrzyknięta 5-Star Matchem. W odcinku wyemitowanym 25 lipca 2018 zmierzył się on z mistrzem NXT, Aleistrem Black o główny tytuł rozwojówki. Podczas walki Ciampa zaatakował sędziego. Po tym incydencie na ring wbiegł Johnny Gargano, który zaatakował obu zawodników, lecz Ciampa wyrzucił go z ringu i przypinając Blacka stał się szesnastym mistrzem NXT.

## Życie prywatne
We wrześniu 2013 Whitney poślubił byłą wrestlerkę Jessie Ward. Do marca 2013 prowadził studio fitnessu; zamknął je, by skupić się na karierze wrestlerskiej.

## Styl walki
- Finishery

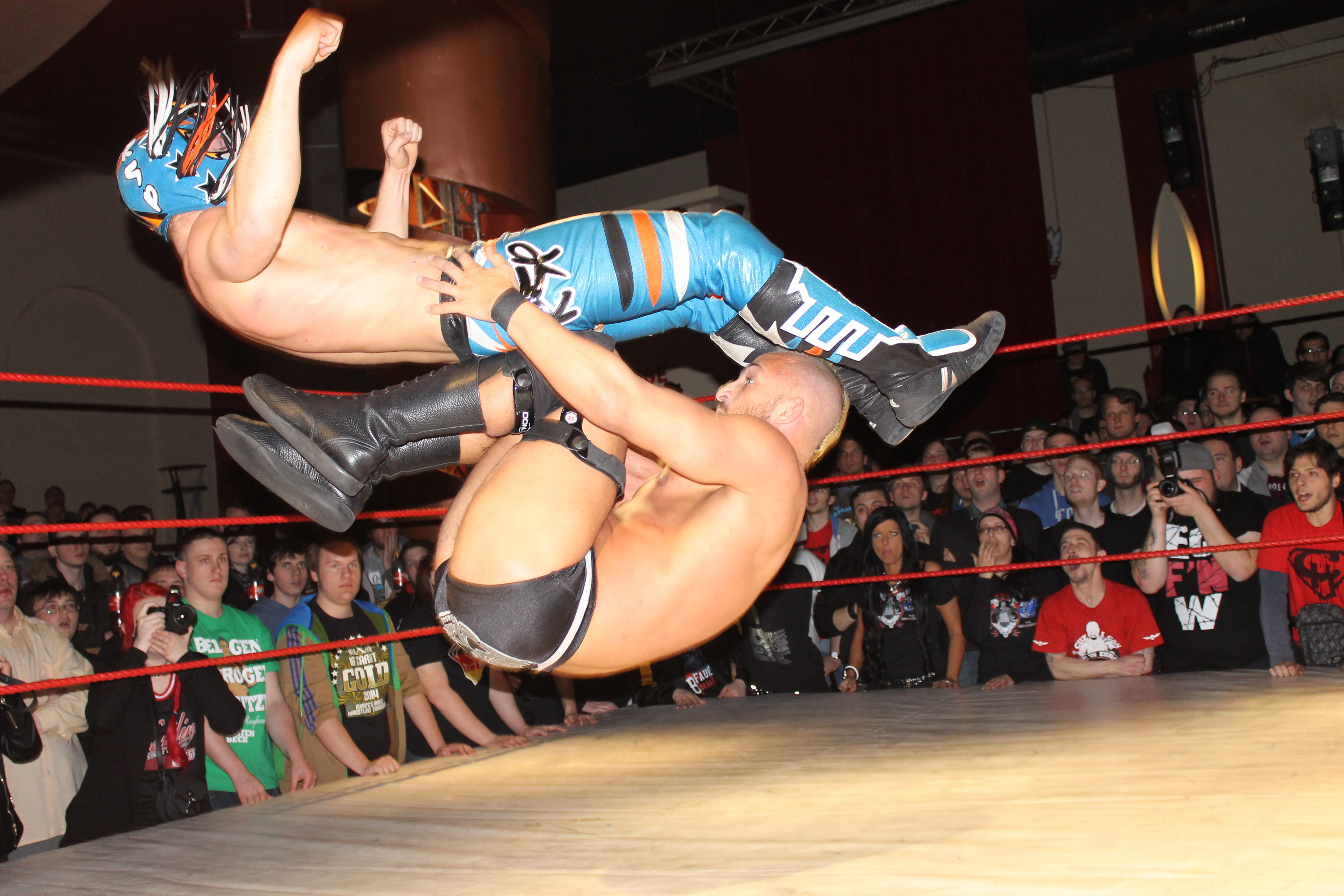
Ciampa wykonujący Project Ciampa w 2014.

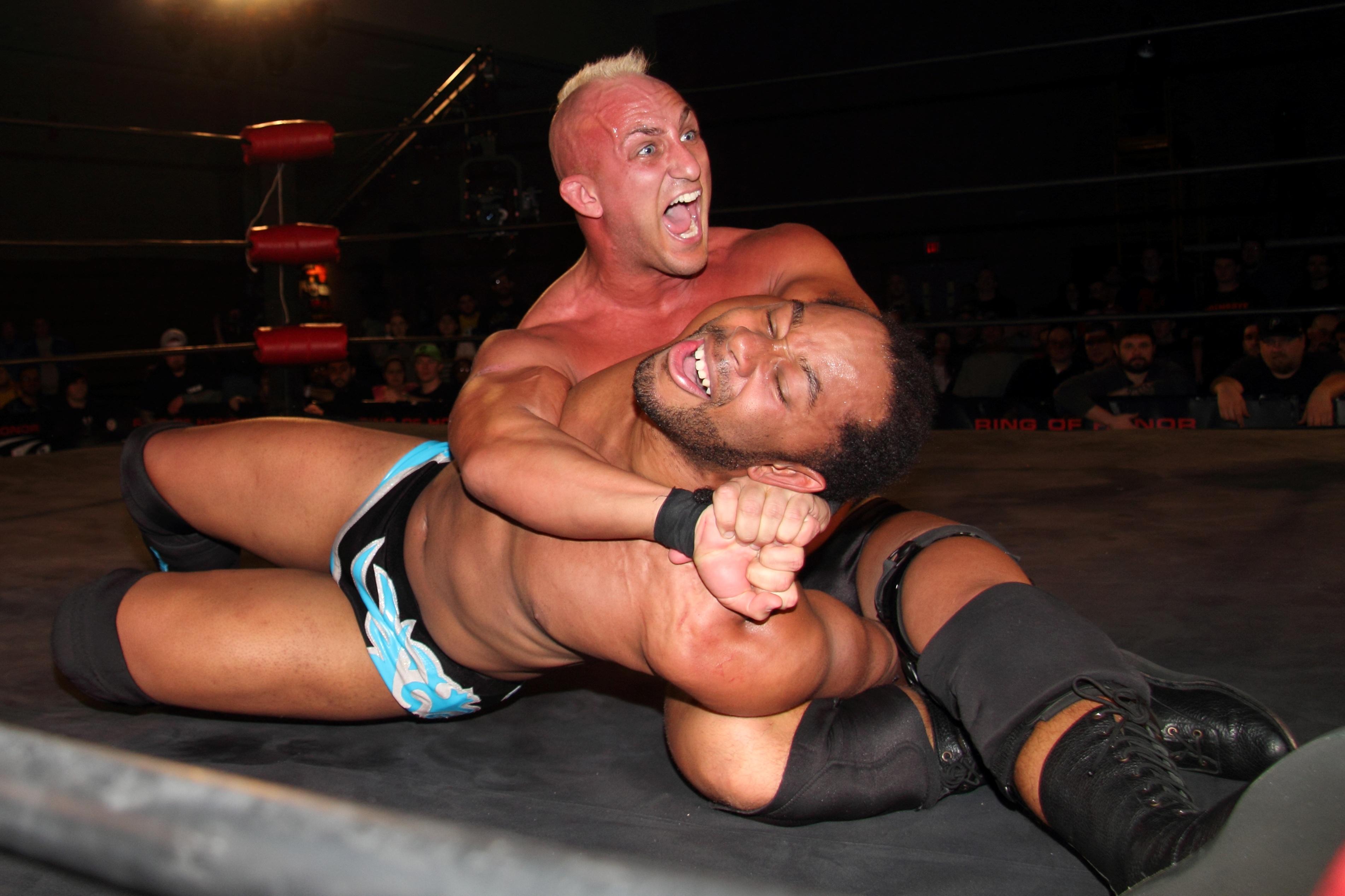
Ciampa zakładający Rings of Honor / Sicilian Stretch na Jayu Lethalu.

  - Bridging Fujiwara armbar – NXT; od 2016
  - Project Ciampa (Powerbomb połączony z Double knee backbreakerem)
  - Project Ciampa II (Cloverleaf)
  - Rings of Honor (ROH) / Sicilian Stretch (Double underhook crossface) – 2013–2016
- Inne ruchy
  - Argentine facebuster
  - Clothesline
  - High knee, czasami na przeciwniku w narożniku
  - German suplex
  - Go To Sleep
  - Over the shoulder back-to-belly piledriver, czasami z drugiej liny lub na krawędzi ringu
  - Vertical suplex połączony z Knee liftem
- Z Johnnym Gargano
  - Finishery drużynowe
    - Kombinacja Running knee (Ciampa) / Superkick (Gargano)
- Przydomki
  - „The Project”
  - „The Dominant Male”
  - „The Psycho Killer”
  - „The Sicilian Psychopath”
- Motywy muzyczne
  - „Dark Beat Mix” ~ Oscar G (scena niezależna)
  - „Psycho Killer” ~ Talking Heads (scena niezależna)
  - „They Are Lost” ~ The Last Remaining Pinnacle (ROH)
  - „Chrome Hearts” ~ CFO$ (NXT; w drużynie z Johnnym Gargano)
  - Brak muzyki wejściowej

## Mistrzostwa i osiągnięcia
- Chaotic Wrestling

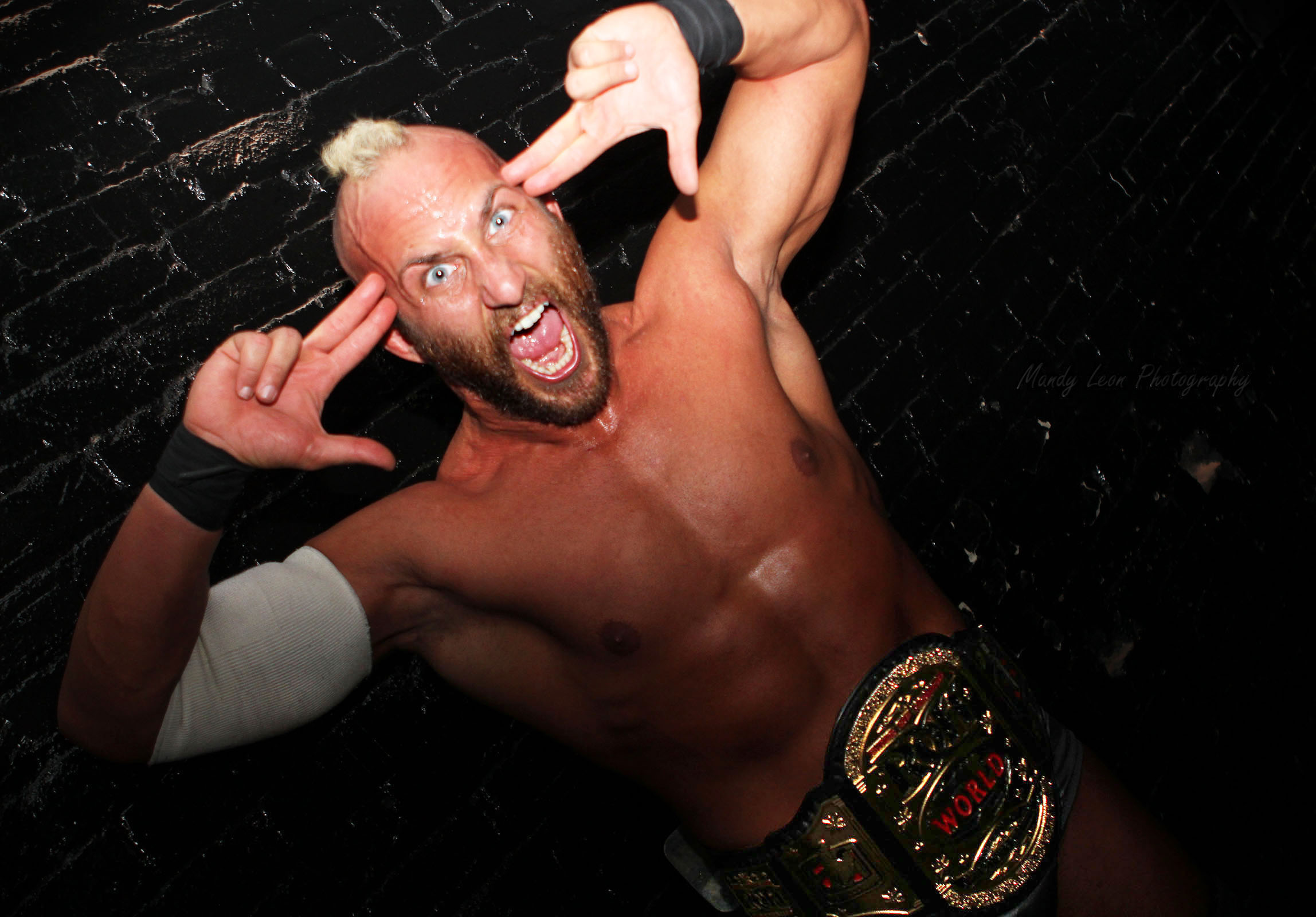
Ciampa pozujący z ROH World Television Championship po wygranej na Final Battle 2013.

  - Chaotic Wrestling Heavyweight Championship (1 raz)[37]
  - Chaotic Wrestling New England Championship (1 raz)[37]
- East Coast Wrestling Association
  - Super 8 Tournament (2011)[11]
- Millennium Wrestling Federation
  - MWF Television Championship (1 raz)[9]
- Pro Wrestling Illustrated
  - PWI umieściło go na 67. miejscu w top 500 wrestlerów rankingu PWI 500 w 2014[38]
- Ring of Honor
  - ROH World Television Championship (1 raz)[37]
  - March Mayhem Tournament (2012)[39]
- Top Rope Promotions
  - TRP Heavyweight Championship (1 raz)[37]
- Ultimate Pro Wrestling
  - UPW Heavyweight Championship (1 raz)[40]
- Xtreme Wrestling Alliance
  - XWA Heavyweight Champion (1 raz)[41]
- WWE NXT
  - NXT Tag Team Championship (1 raz) – z Johnnym Gargano[37]
  - NXT Championship (1 raz, obecnie)
- Wrestling Observer Newsletter
  - 5 Star Match (Unsanctioned Match vs. Johnny Gargano, NXT TakeOver: New Orleans, 2018)